# モハマド・ブンヤミン・ウマル
モハマド・ブンヤミン・ウマル（マレー語: Mohd Bunyamin Umar、1988年1月7日 - ）はマレーシアの元サッカー選手。マレーシア代表で現役時代のポジションはDF、MF。

## 経歴
2005年にケダFAでプロデビューした後に、UPBマイチームFCに移籍、しかしながら同チームが解散となり、セランゴールFAに移籍して現在に至る。
代表としてのデビューは2005年である。代表ではバーレーン代表戦で控えとして残り32分からの出場を果たし、代表初得点を挙げた。
2007 チャンピオンズ・ユース・カップではU-19代表の主将を務めた。その後、チェルシーFCのリザーブチームのトライアルに二週間参加した。

## 個人成績
代表でのゴール
| #  | 日附           | 場所     | 対戦相手   | 得点 | 結果 | 大会                                |
| -- | -------------- | -------- | ---------- | ---- | ---- | ----------------------------------- |
| 1. | 2007年10月21日 | マナーマ | バーレーン | 4-1  | 敗北 | 2010 FIFAワールドカップ・アジア予選 |